# Дейенерис Таргариен
Дейене́рис (также встречается написание Дейнерис) Тарга́риен (англ. Daenerys Targaryen) — персонаж вымышленного мира, изображённого в серии книг «Песнь Льда и Огня» Джорджа Мартина и в сериале «Игра престолов». Представительница рода Таргариенов, дочь короля Семи Королевств Эйериса II Безумного.
Дейенерис Таргариен — один из важнейших персонажей, от лица которых ведётся повествование, хотя её главы географически оторваны от всех остальных: на протяжении всего действия книг она путешествует по странам Востока, пытаясь найти себе союзников, вернуться в Семь Королевств и отвоевать Железный Трон. Не фигурирует только в романе «Пир стервятников». В конце первой книги она становится Матерью драконов — хозяйкой трёх вылупившихся из яиц драконов: Дрогона, Рейгаля и Визериона.

## Биография по книгам Мартина

### Игра Престолов
Дейенерис Таргариен — дочь свергнутого короля Семи Королевств из династии Таргариенов Эйериса Безумного. Её мать, королева Рейела, скончалась при родах, и единственным родственником девочки остался брат Визерис. Верный человек сумел переправить детей в Браавос в свой дом, когда гарнизон фамильного замка Таргариенов решил сдать детей на милость победителю. После смерти спасителя дети скитались по Вольным городам, пока не были приняты магистром Пентоса Иллирио Мопатисом, участвовавшим в заговоре против династии Баратеонов. Магистр устроил брак между дотракийским кхалом Дрого и Дейенерис в обмен на участие кхала в реставрации Таргариенов. На свадьбе Дейенерис получает от Иллирио в дар три драконьих яйца и знакомится с опальным рыцарем Джорахом Мормонтом.
Став кхалиси и вырвавшись из-под тирании брата, Дейенерис стала взрослеть и обретать характер. В священном городе дотракийцев старухи-прорицательницы сообщили, что ей суждено родить великого сына — «жеребца, который покроет мир». Однако Визерису не терпелось начать завоевание, поэтому он в нарушение законов обнажил меч и угрожал вырезать дитя из чрева своей сестры, поскольку Дрого не исполнил свою часть уговора. За это Дрого убил Визериса (вылил на него расплавленное золото).
Когда при дворе короля Роберта Баратеона стало известно о беременности Дейенерис, он пообещал земли и титул любому, кто убьёт последних Таргариенов. После неудачного покушения Дрого поклялся завоевать Вестерос, но во время нападения на поселение лхазарян был ранен. Дейенерис попросила спасённую ею колдунью Мирри Маз Дуур лечить мужа, но колдунья объявила, что может помочь лишь магией крови. В результате Дрого вернулся к жизни, но утратил разум и жажду жизни, Дейенерис потеряла дитя. Большая часть дотракийцев сбежала. Осознав, что муж не станет прежним, Дейенерис задушила его, возложила драконьи яйца на погребальный костёр, приказала привязать к хворосту колдунью и взошла на костер сама. После того, как огонь погас, Дейенерис осталась невредима, а из яиц вылупились три дракона: Дрогон, Рейегаль и Визерион.

### Битва Королей
Дейенерис повела свой маленький кхаласар через Красную Пустошь. На руинах Ваэс Толорро разведчик привёл к ней посланников из города Кварта, желавших узреть чудо рождения драконов. С ними Дейенерис прибыла в Кварт и попыталась найти союзников для завоевания Вестероса, но никто не захотел ей помочь. Тогда она обратилась к колдунам в Дом Бессмертных, откуда ей удалось спастись лишь благодаря драконам.

### Буря мечей
По совету Джораха Мормонта Дейенерис решает посетить Астапор и купить армию воинов-евнухов Безупречных. Рабовладельцы соглашаются обменять воинов на одного дракона, однако когда сделка свершается, Дейенерис натравливает драконов и Безупречных на прежних владельцев, тем самым возвращая себе дракона. Столь же успешно Дейенерис захватывает Юнкай и Миэрин, отменяя в них рабство. Под Миэрином она узнает, что Джорах Мормонт долгое время доносил на неё в Вестерос, и несмотря на роль рыцаря в завоевании Миэрина, изгоняет его.

### Танец с драконами
В Миэрине Дейенерис воцаряется как королева. Вскоре ей приходится столкнуться с сопротивлением горожан её новому порядку. Она вынуждена запереть двух драконов под пирамидой из-за нападения Дрогона на девочку; Дрогон же успел улететь. Рабовладельцы объединяются против неё в коалицию и осаждают Миэрин. В городе начинается эпидемия. В стремлении к миру Дейенерис решает выйти замуж за одного из уважаемых миэринских рабовладельцев Гиздара зо Лорака несмотря на чувства к командиру наемников Даарио Нахарису.
За день перед свадьбой ко двору Дейенерис прибывает Квентин Мартелл и рассказывает о секретном договоре между Мартеллами и Таргариенами, согласно которому им надлежит пожениться. Дейенерис отказывает ему. После свадьбы с Гиздаром и при его посредничестве между Миэрином и коалицией работорговцев заключается мир, в честь которого устраиваются масштабные игры. Среди потешных актёров выступает и Тирион Ланнистер. Шум и запах крови привлекают к арене Дрогона. Пытаясь остановить начавшееся безумие и обуздать неуправляемого дракона, Дейенерис забирается на спину дракона и покидает город. Чем больше Дрогон уставал, тем лучше Дейенерис удавалось им управлять, пока дракон не опустился на скалу, где их и нашли разведчики кхала Чхако.

### Ветра зимы
В 2012 году Джордж Мартин сообщил, что Дейенерис Таргариен будет главным персонажем по крайней мере одной главы этой книги.

## В экранизации

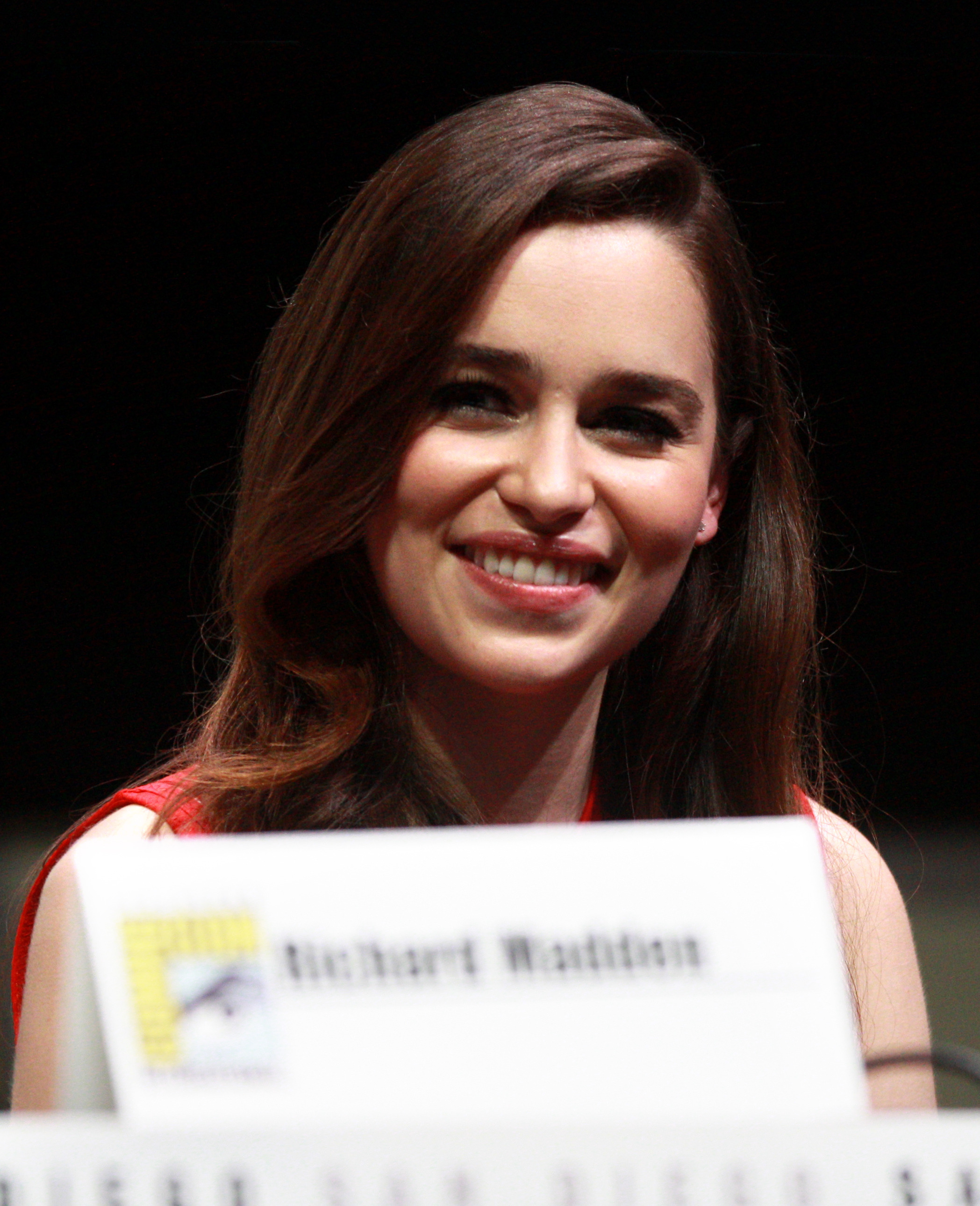
Эмилия Кларк

В сериале «Игра Престолов» Дейенерис Таргариен играет актриса Эмилия Кларк. Поначалу роль досталась Тамзин Мерчант. Она снялась в пилотной серии, но потом по неизвестным причинам её заменили новой актрисой, Эмилией Кларк.
«Deadline» подтвердил, что 21 июня 2016 года Эмилия Кларк, а также Питер Динклэйдж, Николай Костер-Вальдау, Лена Хиди и Кит Харингтон вели переговоры о последних двух сезонах. Также сообщалось, что актёрам повысили зарплату до $500 000 за эпизод для седьмого и восьмого сезонов. 18 ноября 2016 года их зарплата была повышена до $1 100 000 за эпизод для седьмого и восьмого сезонов. 25 апреля 2017 года их зарплата была повышена до £2 000 000, то есть до $2 600 000 за эпизод для седьмого и восьмого сезонов.

### Шестой сезон
Сюжетная линия Дейенерис Таргариен в сериале опережает книжную, начиная с шестого сезона.
В самом начале 6-го сезона она встретилась с кхалом Моро, который намеревался отправить её в Вейес Дотрак, что и произошло. Прибыла в Вейес Дотрак, где встретилась с верховной жрицей дотракийцев. Встретилась с Джорахом и Даарио и отвергла предложенный ими же план спасения. Устроила пожар в шатре с кхалами, из-за которого они все сгорели заживо, причем осталась живой и невредимой. Рассталась с Джорахом, приказав ему вылечиться от серой хвори, и повела орду дотракийцев на Миэрин. В 6-й серии 6-го сезона мельком появлялась в видениях Брана Старка. Воссоединилась с Дрогоном и провозгласила о начале похода на Семь Королевств. Была упомянута Ярой в разговоре с Теоном в 7-й серии 6-го сезона, поскольку Яра намерена договориться с Дейенерис о союзе для противостояния Эурону. В 8-й серии 6-го сезона вернулась в Миэрин на Дрогоне. Встретилась с Бесом, Миссандеей и Серым Червём. Уничтожила флот работорговцев в бухте Миэрина, встретилась с Теоном и Ярой. Оставила Миэрин на попечение Даарио, отправилась на завоевание Вестероса вместе с Бесом и Грейджоями.

### Седьмой сезон
В самом начале 7-го сезона прибыла на Драконий Камень, где провела совещание с новыми союзниками. Встретилась с Джоном Сноу, пообещав помощь в борьбе с Армией Мёртвых, если он преклонит перед ней колено. Пришла на помощь Джону Сноу во время его экспедиции в Застенье, после чего тот присягнул ей на верность. Во время пребывания на Драконьем Камне они также влюбляются друг в друга. В конце 7-го сезона Джон и Дейенерис занимаются любовью.

### Восьмой сезон
В начале финального сезона Дейенерис прибывает в Винтерфелл, где впервые встречается с семьёй Старков. Вместе с безупречными, дотракийцами, войском севера и Долины Аррен и драконами Дейенерис вступает в битву с Королём Ночи и его армией мёртвых около Винтерфелла. После победы над армией мёртвых Дейенерис вступает в военную кампанию против Серсеи, теряет второго дракона и Миссандею, одерживает блестящую победу, но после этого в приступе гнева практически полностью сжигает столицу. После пожара, устроенного Дейенерис, Джон Сноу убивает свою королеву во время поцелуя ударом кинжала в сердце. Разъяренный Дрогон расплавляет Железный Трон, забирает тело Дейенерис и улетает с ним в неизвестном направлении.

## Популярность
В 2012 году Дейенерис заняла 14-е место в рейтинге «99 самых горячих вымышленных женщин» на портале UGO. Она была названа одним из самых удивительных персонажей цикла.
В конце 2013 года было сообщено об открытии у берегов Бразилии нового вида голожаберных брюхоногих моллюсков Tritonia khaleesi, получившего своё видовое название в честь придуманного Мартином титула Дейенерис Таргариен. По словам биолога Фелипи Васконселуса, своим названием моллюск обязан белёсым лентам на спине, напомнившим открывателям белые локоны Дейенерис в исполнении Эмилии Кларк.
В 2016 году два новых вида муравьёв (Pheidole drogon и Pheidole viserion) были названы в честь драконов Дрогона и Визериона.